# تيداكن (سيدي عبد الله البوشواري)
تيداكن هي إحدى مشيخات المملكة المغربية، تتبع جغرافيا لإقليم شتوكة آيت باها وإداريًا لسيدي عبد الله البوشواري. يقدر عدد سكانها بـ 580 نسمة حسب الإحصاء الرسمي للسكان والسكنى لسنة 2004.